# 金斯伯里 (紐約州)
金斯伯里（英語：Kingsbury）是一個位於美國紐約州華盛頓縣的鎮。

## 人口
根據2020年美國人口普查的數據，金斯伯里的面積為103.65平方千米，當中陸地面積為102.80平方千米，而水域面積為0.85平方千米。當地共有人口12968人，而人口密度為每平方千米125人。